# Кюбард
Кюбард (нід. Kûbaard) — село в нідерландській провінції Фрисландія. Входить до муніципалітету Південно-Західна Фрисландія.
Його площа становить 0,38км², а населення станом на 2021 рік складало 165 осіб.
Перша згадка про населений пункт датується другою половиною 13-го сторіччя.

## Галерея

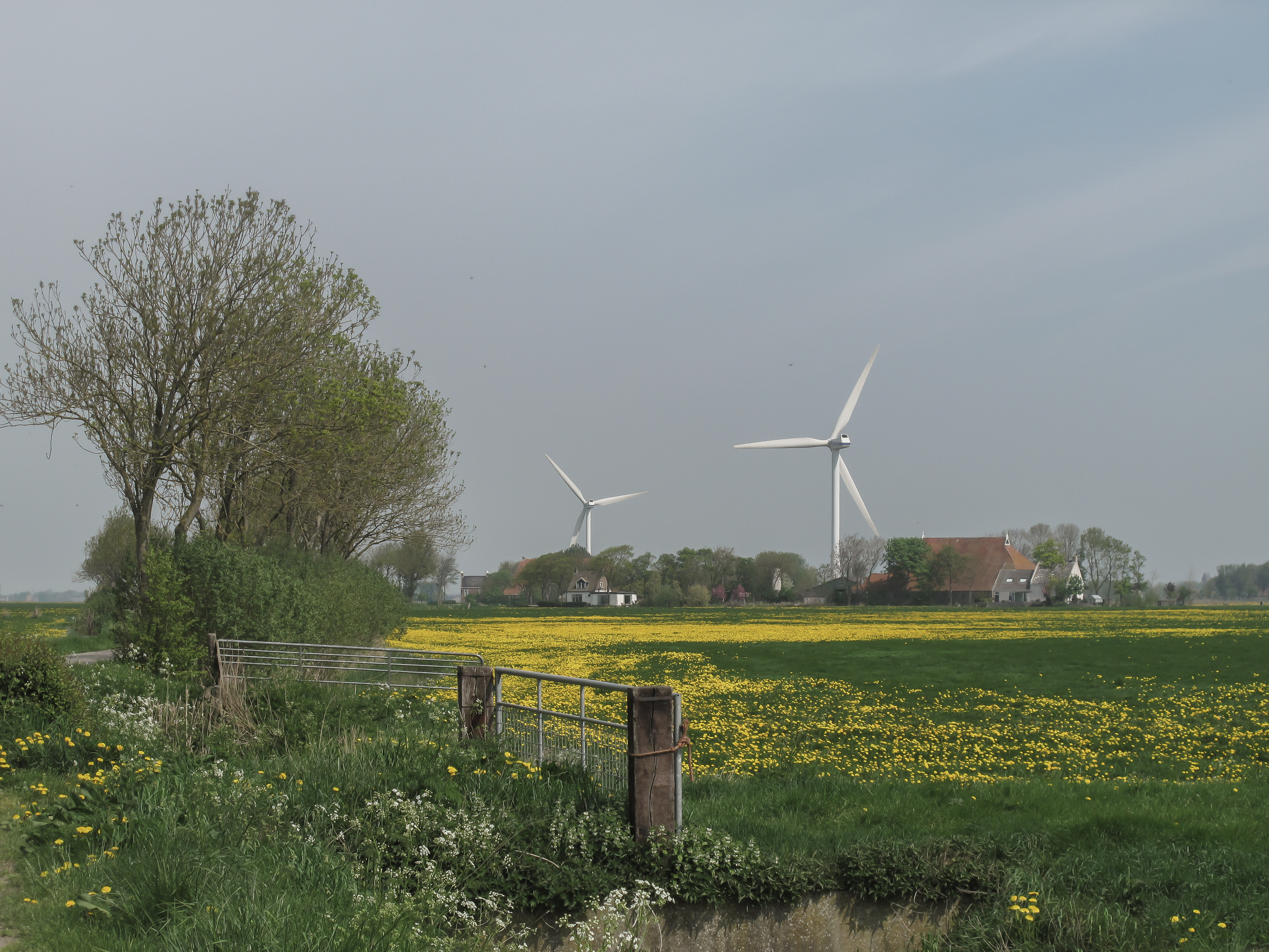
Панорама поблизу села
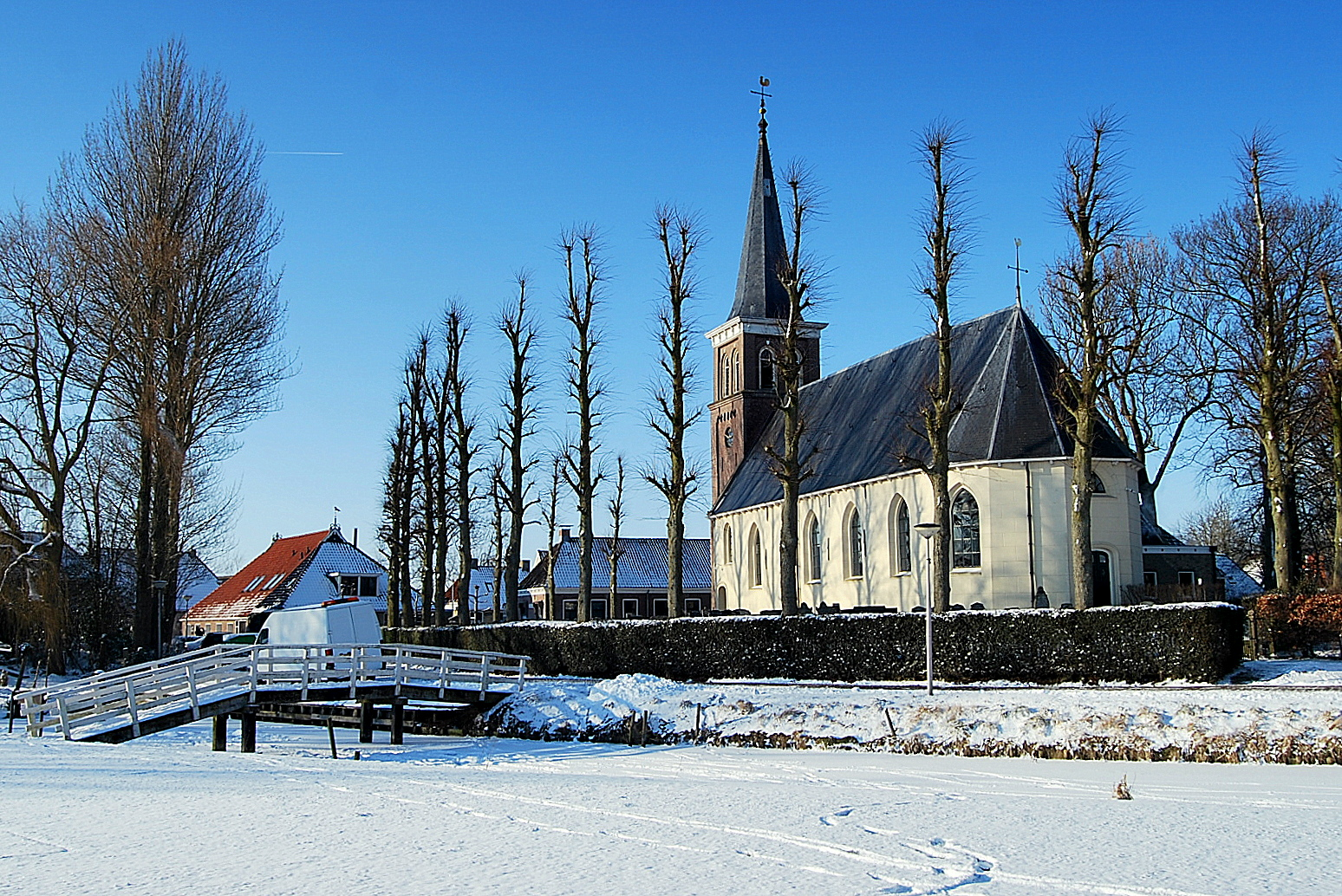
Вид на село